# Lauenau
Lauenau est une municipalité allemande du land de Basse-Saxe et de l’arrondissement de Schaumbourg.